# Pilar Pellicer
Pilar Pellicer López (Villahermosa, 12 de fevereiro de 1938 – Cidade do México,16 de maio de 2020) foi uma atriz mexicana, que começou sua carreira na "Época de ouro do cinema mexicano", no final da Década de 50.

## Morte
Morreu no dia 16 de maio de 2020, aos 82 anos, por complicações do COVID-19.

## Filmografia

### Televisão
- Despertar contigo (2017) - Participação especial
- Un camino hacia el destino (2016) - Diretora
- Como dice el dicho (2016) - Claudia
- La gata (2014) - Rita Olea Perez
- Como dice el dicho (2012) - Dalia
- Triunfo del amor (2011) - Eva Grez
- La madrastra (2005) - Sonia
- Sin pecado concebido (2001) - Loló de la Bárcena
- Primer amor... a mil por hora (2000) - La Chonta
- Huracán (1998) - Tía Ada Vargaslugo
- Desencuentro (1997) - Ela mesma
- Muchachitas (1991) - Martha Sánchez-Zúniga de Cantú
- La trampa (1988) - Emma
- El camino secreto (1986) - Yolanda
- Pacto de amor (1977) - Blanca
- Lo imperdonable (1975) - Adriana
- El chofer (1974) - Silvia
- El carruaje (1972) - María Méndez
- La Constitución (1970) - Rosaura
- La tormenta (1967) - Julia Cervantes
- Dicha robada (1967) - La Choca
- Honraras a los tuyos (1959)

### Cinema
- De este mundo (2010)
- Campo de ortiga (1998)
- ¿Qué hora es? (1996)
- Marea suave (1992)
- Playa azul (1992)
- Un asesino anda suelto (1991)
- Amor a la vuelta de la esquina (1986)
- Cuentos de madrugada (1985)
- Dulce espíritu (1985)
- Showdown at Eagle Gap (1982)
- Estos zorros locos, locos, locos (1981).... Esposa de Francisco
- Con la muerte en ancas (1980)
- Rigo es amor (1980).... La tulipana
- Cadena perpetua (1979)
- Tres mujeres en la hoguera (1979)... Mané
- Las golfas del talón (1979)...
- Los amantes fríos (1978).... Jacinta
- El mexicano (1977)...
- Balún Canán (1977)
- Las poquianchis (1976)... Santa
- La Choca (1974).... La Choca
- El festin de la loba (1972)
- Manuel Saldivar, el extraño (1972)
- Los perturbados (1972)
- Una mujer honesta (1972)
- Siempre hay una primera vez (1971)... Isabel
- El mundo de los muertos (1970)
- ¿Por qué nací mujer? (1970).... Josefa
- La trinchera (1969)
- Santa (1969)
- Las visitaciones del diablo (1968)... Paloma
- Las pistolas del infierno (1968)... Lydia Yearby
- Los amigos (1968)
- The bandits (1968)
- Pedro Páramo (1968)... Susana San Juan
- Tajimara (1965)... Cecilia
- El gángster (1965)
- Quinceañera (1960)... Olivia
- Escuela de verano (1959)... Magdalena
- Nazarín (1959)... Lucía
- La vida de Agustin Lara (1959)... Admiradora
- El vendedor de muñecas (1955)